# Кононович Леонід Григорович
Леоні́д Григо́рович Кононо́вич (*4 жовтня 1958, Красилівка, Ставищенський район, Київська область) — український письменник, перекладач, майстер детективного жанру. Член Національної спілки письменників та Асоціації українських письменників.

## Біографічні відомості
Народився 1958 року в селі Красилівка Ставищенського району на Київщині. В 1975 році вступив до філологічного факультету Київського університету. В 1977 році його відрахували за «небажання вивчати історію КПРС». В 1978 був заарештований органами КДБ за розповсюдження правозахисної літератури (самвидаву). В листопаді того ж року отримав офіційне попередження від обласного управління КДБ за ст. 62 ч.1 Карного кодексу (розповсюдження націоналістичної літератури). З 1981 по 1985 навчався на філологічному факультеті Київського педінституту іноземних мов імені Горького, звідки був відрахований «за негативний вплив на молодіжний колектив». З 1991 по 1996 рік працював у приватній охоронній компанії «Сейкен ЛТД». З 1996 по 2001 рік займався підприємницькою діяльністю.

## Літературна діяльність
Перекладом почав займатися на початку 1980-х. Дебютував перекладом новели Андре Вермсера «Неждана зустріч» в газеті «Літературна Україна» (квітень 1984). Брав участь у перекладах тритомного зібрання творів Альбера Камю, котре вийшло у видавництві «Фоліо» (1998). Переклав соціологічне дослідження Еміля Дюркгайма, котре вийшло друком у видавництві «Основи» (1998).
У 1993 році дебютував у журналі «Сучасність». Кримінальний роман «Я — зомбі» збурив значний читацький ажіотаж.
Роман «Тема для медитації» став Книжкою року — 2005, висунутий на Шевченківську премію, але так і не став номінантом.

### Переклади
- Андре Вюрмсер «Неждана зустріч».
- Альбер Камю «Мистець у в'язниці. Андре Жид» (Харків: «Фоліо», 1998)
- Еміль Дюркгайм «Самогубство (соціологічне дослідження)» (Київ: «Основи», 1998)
- Жерар Мере «Принципи суверенітету» (Львів: «Кальварія», 2003)
- Дай Сіє «Бальзак і маленька китайська кравчиня» (Львів: «Кальварія», 2004)
- Жан Бодріяр «Символічний обмін і смерть» (Львів: «Кальварія», 2004)
- Антуан де Сент-Екзюпері «Маленький принц» (Львів: «Кальварія», 2005)
- Жан Бодріяр «Божиста лівиця» (Львів: «Кальварія», 2007)
- Моріс Бланшо «Простір літератури» (Львів: «Кальварія», 2007)
- Фаїза Ґен «Завтра — це кайф» (Львів: «Кальварія», 2009)
- Макаров Олександр Володимирович «Курс юного антиквара» (Київ: «Грані-Т», 2009)
- Макаров Олександр Володимирович «Монети із дідусевого скриньки» (Київ: «Грані-Т», 2010)
- Жеральдіна Беґбеде «Спонсори» (Харків: «Фоліо», 2010)
- Жан Бодріяр «Фатальні стратегії» (Львів: «Кальварія», 2010)
- Аньєс Мартен-Люган «Щасливі люди читають книжки і п'ють каву» (Львів: Видавництво Старого Лева, 2016)
- Жоель Діккер «Зникнення Стефані Мейлер»  (Львів: Видавництво Старого Лева, 2017)
- Аньєс Мартен-Люган «Закохані в книжки не сплять на самоті» (Львів: Видавництво Старого Лева, 2017)
- Жоель Діккер «Правда про справу Гаррі Квеберта»  (Львів: Видавництво Старого Лева, 2017)
- Аньєс Мартен-Люган «Щастя в моїх руках» (Львів: Видавництво Старого Лева, 2017)
- Мілан Кундера «Вальс на прощання» (Львів: Видавництво Старого Лева, 2018)
- Жоель Діккер "Книга Балтиморів" (Львів: Видавництво Старого Лева, 2018)
- Мілан Кундера «Нестерпна легкість буття» (Львів: Видавництво Старого Лева, 2019)
- Маріанна Дюбюк «Лев і Пташка» (Львів: Видавництво Старого Лева, 2020)
- Мілан Кундера «Безсмертя» (Львів: Видавництво Старого Лева, 2020)
- Маріанна Дюбюк «Я не твоя мама» (Львів: Видавництво Старого Лева, 2020)
- Мілан Кундера «Жарт» (Львів: Видавництво Старого Лева, 2020)
- Жоель Діккер «Загадка 622 номера» (Львів: Видавництво Старого Лева, 2021)
- Мілан Кундера «Смішні кохання» (Львів: Видавництво Старого Лева, 2021)
- Мілан Кундера «Життя деінде» (Львів: Видавництво Старого Лева, 2021)
- Мілан Кундера «Книга сміху і забуття» (Львів: Видавництво Старого Лева, 2022)
- Жоель Діккер «Справа Аляски Сандерс» (Львів: Видавництво Старого Лева, 2023)
- Мілан Кундера «Ідентичність» (Львів: Видавництво Старого Лева, 2023)

### Власна проза

#### Романи
- Я, зомбі (Київ: Зелений пес, 2000; вперше опубліковано у журналі "Сучасність" №4, 5 (1993))
- Мертва грамота (Львів: «Кальварія», 2001)
- Феміністка (Львів: «Кальварія», 2002)
- Кайдани для олігарха (Львів: «Кальварія», 2001)
- Повернення (Львів: «Кальварія», 2003; нове доповнене видання — 2008[2])
- Тема для медитації (перше видання — Львів: Кальварія, 2004. — 272 с. ISBN 966-663-081-8).[3]
- Чигиринський сотник (Харків: Ранок / Фабула, 2016; вперше опубліковано у журналі "Сучасність" №12 (2009) стор. 18-138)

#### Дитячі книги
- «Леонід Кононович про Жанну д'Арк, Джордано Бруно, Джека Лондона, Рабіндраната Тагора, Богдана-Ігоря Антонича» / Київ : Грані-Т, 2008. — 96 c.: іл. — (Серія «Життя видатних дітей»). — ISBN 978-966-2923-77-3
- Пекельний звіздар (К.: Грані-Т, 2008)

## Нагороди
Лауреат премії НСПУ «Благовіст» (1994) та премії ім. Сковороди Французького інституту в Україні (2009).